# Janusz Miliszkiewicz
Janusz Miliszkiewicz (ur. 1954) – polski publicysta, felietonista, autor książek, bibliofil. Specjalizuje się w pisaniu o rynku sztuki, prywatnym kolekcjonerstwie i muzeach. Członek Stowarzyszenia Autorów ZAiKS.

## Praca
Studiował psychologię na Uniwersytecie Warszawskim. Jako dziennikarz debiutował w maju 1979 w miesięczniku „Kolekcjoner Polski”.
W różnych czasopismach przez lata drukował cykliczne teksty. Między innymi w latach 1982-1991 był felietonistą nowojorskiego „Nowego Dziennika”, gdzie stworzył cykl publikacji „Gniazda Rodzinne”. W latach 1987–1988 w dwumiesięczniku „Sztuka” drukował cykl pt. „Kolekcjonerzy sztuki”. W latach 1992–1996 miał autorską rubrykę o sztukach pięknych w miesięczniku „Pani”, a w latach 1997-2000 w miesięczniku „Twój Styl”. W latach 1993–2000 publicysta polskiej edycji „Playboya”.
W latach 2005–2014 w „Art and Business” drukował felietony pt. „Masońskie wersety”. Od stycznia 2001 w Dziale Ekonomicznym „Rzeczpospolitej” w każdy czwartek prowadzi autorską rubrykę „Moja kolekcja”. Od listopada 2012 co sobota publikuje teksty o rynku sztuki w Gazecie Giełdy Parkiet. Popularyzował kolekcjonerstwo także w radio. W latach 1988–2017 publicysta miesięcznika „Spotkania z zabytkami”. W latach 1996–2017 publicysta kwartalnika „Cenne, Bezcenne, Utracone”.
Zamieszany w aferę z falsyfikatem „Zjawa” Franciszka Starowieyskiego. Jako felietonista „Art and Business” wygrał ośmioletni proces dotyczący „Zjawy”.
Uznawany jest za bezkompromisowego reformatora rynku sztuki. Prof. Brunon Hołyst napisał w monografii „Kryminalistyka”: „Dzięki licznym artykułom J. Miliszkiewicz przyczynił się do tego, że fałszerstwa dzieł i obrót falsyfikatami zostały uznane za problem społeczny”.
Miliszkiewicz często pisywał po pseudonimami. Trzy jego pseudonimy rozszyfrowano w Słowniku Pseudonimów Pisarzy Polskich.

## Pasja bibliofilska
W 1976 roku przyjęty do Towarzystwa Przyjaciół Książki (obecnie Towarzystwo Bibliofilów Polskich), członkowie wprowadzający: Juliusz Wiktor Gomulicki i Janusz Odrowąż-Pieniążek. Juliusza W. Gomulickiego Miliszkiewicz uważa za swojego mistrza.
Zbierał stare druki o życiu płciowym. Księgozbiór wyprzedał na aukcjach, m.in. „Eros z biblioteki Janusza Miliszkiewicza”, Antykwariat Lamus, aukcja 29 listopada 2014. Część kolekcji kupiła Biblioteka Narodowa. Sprzedał też książki na aukcji Lamusa 18 maja 2019, „Rara et curiosa ze zbioru Janusza Miliszkiewicza”.
Używa kilku ekslibrisów, m.in. zaprojektowanego w 1985 roku przez Zbigniewa Lengrena oraz zaprojektowanego w 1990 roku przez Stasysa.

## Najważniejsze publikacje

### Książki
- J. Miliszkiewicz, „Masońskie wersety”, Bookplan.pl 2023
- J. Miliszkiewicz, „Zarobisz miliony na rynku sztuki. Wspomnienia.”, ROZPISANI.PL 2021
- J. Miliszkiewicz, „Przygoda bycia Polakiem”, ISKRY 2007
- J. Miliszkiewicz, „Polskie gniazda rodzinne”, ISKRY 2003.
- J. Miliszkiewicz, „Gniazda rodzinne II”, Veda 1999.
- J. Miliszkiewicz, „Gniazda rodzinne”, Veda 1998.

### Książki (współautor)
- J. Miliszkiewicz, „Polonika same wracają, nie wymagają restytucji”, w: „Własność intelektualna a dziedzictwo kulturowe”, red. Marlena Jankowska, Paulina Gwoździewicz-Matan, Piotr Stec, Warszawa 2020
- J. Miliszkiewicz, „Śnię, że maluję” , rozmowa z Jerzym Nowosielskim, w: „Sztuka po końcu świata”, wybór Krystyna Czerni, ZNAK 2012.
- J. Miliszkiewicz, „Falsyfikaty na polskim rynku sztuki i antykwarycznym”, w: „Problematyka autentyczności dzieł sztuki na polskim rynku. Teoria – praktyka – prawo”, Narodowy Instytut Muzealnictwa i Ochrony Zbiorów, Warszawa 2012.
- J. Miliszkiewicz, „Życie na niby czyli rynek sztuki i antyków”, w: „Rynek sztuki aspekty prawne”, red. W. Kowalski, K. Zalasińska, Wolters Kluwer, Warszawa 2011.
- J. Miliszkiewicz, „Fikcyjne ceny na krajowym rynku sztuki i ich skutki prawne” w: „Prawna ochrona zabytków”, red. T. Gardocka, J. Sobczak, Szkoła Wyższa Psychologii Społecznej, Warszawa 2010.
- J. Miliszkiewicz, „Kolekcja Porczyńskich genialne oszustwo?” (z Mieczysławem Morką), BGW 1993.

### Artykuły
- J. Miliszkiewicz, „Sztuka jest ryzykiem dla inwestora i dla artysty”, rozmowa z prof. Krzysztofem Pomianem, „Santander Art and Culture Law Review”, nr 1/2015[9]
- J. Miliszkiewicz, „Polaków portret własny”, „Santander Art and Culture Law Review”, nr 1/2015[10]
- J. Miliszkiewicz, „Agencja ratingowa dla rynku sztuki”, „Santander Art and Culture Law Review”, nr 1/2016[11]
- J. Miliszkiewicz, „Przedmioty nie umierają, żyją jako anonimowe”, „Cenne, Bezcenne, Utracone”, nr 89/2017
- J. Miliszkiewicz, „Afera o drugą linię”, rozmowa z Wojciechem Fangorem, „Wysokie Obcasy”, 13 października 2012.

## Nagrody i wyróżnienia
- Nagroda im. Feliksa Jasieńskiego, ustanowiona przez Muzeum Narodowe w Krakowie, Archiwum PAN i Dom Spotkań z Historią (2017)[12].
- Członek Honorowy Stowarzyszenia Antykwariuszy i Marszandów Polskich (2017).